# 妖怪のお医者さん
『妖怪のお医者さん』（ようかいのおいしゃさん）は、佐藤友生による日本の漫画作品。2006年に『週刊少年マガジン』（講談社）31・32号にて「妖怪の、お医者さん。」のタイトルで読み切り（前・後編）が掲載され、2007年より同誌で連載開始。2008年35号にて第1部が完結し、その後は『マガジンSPECIAL』（講談社）に移籍し、第2部が2008年No.11から2011年No.3まで連載された。
単行本は2011年3月までに、全15巻が発売された。累計発行部数100万部突破。

## ストーリー
地味で変わり者な高校生、護国寺黒郎。クラスでは浮いた存在の彼には他にはない秘密があった。それは…彼は人間界で暮らす妖怪の怪我や病気を治す妖怪のお医者さんなのだ。そんな事から彼の秘密を知る事になったお祓いの家系出身の女子高生、春日琴子と共に、黒郎は妖怪たちを助けていく。

## 登場人物

### 主要キャラクター
護国寺 黒郎（ごこくじ くろ）
本作の主人公。高校に通いながら妖怪の医師をやっている。黒髪黒目で眼鏡をかけており、季節に関係なく常に学ランを着ている。
研究者であった人間の両親が濡れ女の卵を盗んで殺された際、胎児の状態で濡女に拾われ、そのまま育てられた。そのため濡れ女は代理母にあたる。自宅は洞窟で、山の動物たちと一緒に住んでいる（本人曰く「ルームシェア」）。濡れ女の死後は白澤に拾われて弟子となり、医師の技術と妖怪との戦い方を学んだ。
妖怪の世界で生まれ育った人間であり、自分の半身である人間の世界で生まれ育っていると思われる濡れ女の実の子供を探している。
性格は天然でスケベ。しかし、心優しくどんな理由があっても傷ついた妖怪を放っておかず治療を施す。友達思いで琴子を始めとする友人達に手を出した相手や罪のない人間・妖怪に酷い仕打ちをする人間に対しては容赦がない。自分より他人を優先する思考を持ち、故に周囲からは心配されている。妖怪の世界では存在が疎まれており何度も命を狙われており、妖界では670万髑髏（歴代最高額）の賞金首でもある。五行は「木火土金水」すべての属性を微量ずつ持っている「ジョーカー」で、それらの力を上手く溶け合わせることで「荒ノ王」と呼ばれる強大な力を発揮する。
幼い頃に牛鬼に出会いその身に牛鬼の呪を宿している。牛鬼とは一種のウイルスのようなもので感染者が負の感情に飲まれると人も妖怪も喰らい尽くす最凶最悪の妖怪へと化してしまう。蒼汰との戦いで、完全に牛鬼になり、同じように妖怪化した琴子と戦ってしまうが、最終的に自力で呪を解く。呪い火に襲われそうになった月島を助け、人間の姿に戻った。
琴子のことを大切に想っていて異性として意識している節もある。
春日 琴子（かすが ことこ）
本作のヒロイン。五行は「火」と「木」。陰陽師の祖父を持ち、お祓いの家系に生まれた少女。本作は彼女の視点で描かれている。
生まれつき妖怪が見える体質だが肝心の力は低め。だがお札等の道具を使う事で妖怪を追い払う事も可能。黒郎が妖怪が見えることに気づき、「妖怪は危ない存在」だと教えるが、自身が山童に襲われた際に黒郎の秘密を知り、土転びを救ってもらった事で妖怪の医者の助手になる。幼少時に妖怪が見える事でイジメを受け、養母からも気味悪がられた上に直接ではないが「バケモノ」呼ばわりされてしまった過去を持つ。涙もろく慈悲深い性格で何事もまっすぐに接する。スタイルは悪くはないが控えめ。当初は黒郎とは良い友達という関係だったが、徐々に好意を持ち始め、ぬうりひょん（ぬらりひょん）の登場でその思いを自覚する。
実は、濡れ女の娘で、「卵を奪ったものを殺す」という呪を母親にかけられていた。牛鬼と化した黒郎を止めるため、その力がいじめなどによる憎しみとともに解放される。呪の影響で黒郎と戦ってしまったが、最終的に、自力で呪を解く。呪い火との戦いでは、水を操ってそれを消し止め、その後人間の姿に戻った。
浦上 弥生（うらがみ やよい）
黒郎のクラスメイト。五行の属性は「木」。身長164cm。体重48kg。誕生日は6月14日。双子座。B型。テニス部所属。成績優秀でスポーツ万能、スタイルも抜群の美少女。
人望も厚いが、実は裏で友人へのプレゼントのため万引きをしており、その事で百々目鬼（ドメ）に出会う。だが、ドメが眼精疲労になったのをきっかけに万引きをやめ、今では物ではなく、テニスの技術を盗んでいる。
自分に『厳しく』してくれた黒郎に思いを寄せており、五行修行で彼に告白するが、「今は選べない」との理由で振られてしまう。今でも思いは変わっていないものの、黒郎と琴子と絆を見て身を引く素振りを見せている。
楠石 千里（くすし せんり）
眼帯をした青年。「かまいたちの薬壺」などの妖怪の珍しい物を狙う、方法・手段は選ばない妖界専門の盗賊。また、件に雇われて情報屋をやっている。
ある事故で片車輪に右目と両手を奪われ、件に助けられ、以降は機械仕掛けの義手と千里眼を身につけている。その事故のせいで意識の戻らない弟を目覚めさせるための薬を手に入れようとしている。そのため、楠石という字の本当の意味は薬師（くすし）。霊力は全く持っておらず、盗んだ霊具を武器として生き延びた。
本名は弟と同じ「蒼汰」だが、片輪車に襲われたときに名前をなくしたといっている。
右の義手は、「罪人の手」と呼ばれる、妖界でも禁忌の道具で、持ち主の命と引き換えに願いを叶える。弟を守るため、その力を使うが、失敗したため、生き延びる。弟のこともあって、黒郎に会うことはできないが、彼には感謝している。
月島 秀人（つきしま ひでと）
黒郎のクラスメイト。サッカー部員。五行の属性は「土」。身長173cm。体重60kg。誕生日は8月31日。乙女座。A型。成り行きで黒郎や妖怪達と関わることになる。
いまどきの男子高校生らしく軽薄で何事も適当な態度をとっているが、本来は情に厚い熱血漢。初めは琴子や弥生と仲良くなるため黒郎に近づいていたが、彼の素直さや真剣な姿に惹かれ、友達として仕事を手伝うようになる。現在は弥生に強い恋心を抱いており、弥生を振った黒郎に怒りを露にした事もある。
マタさん
黒郎のお目付け役の猫又。二股の内の一本が千切れている。
人間嫌いで（尻尾が千切れている事に関係する模様）、黒郎が人間の友人を作ることを良しとしていない。人間態は黒髪を首の後ろでくくった若い女性（ただし、本人の性別は不明）。
キューカン坊
黒郎の相棒の変化妖怪。
色々な物に化けることが出来る。化けられる物はメス・ハサミ・妖怪網・ブラジャーなど。中には妖怪用の治療道具が入っている。
好物はキュウリ。好きなお笑い芸人はタモリ。
土転び（つちころび）
読み切り陰の巻に登場。あだ名はツッチー。
小さい頃の琴子に出会って友達になり、彼女の悲しみなどを吸っていたが、容貌が変わってしまった。琴子に気付かれないまま、式神で祓おうとした所に黒郎に助けられるが、式神に返される彼女の身代わりとなる。黒郎が何とか霊力で修復し、現在は小さくなって琴子の家にいる。
泣き声は「ちうちう」。
ドメ
百々目鬼（ドドメキ・ドトメキ）。
盗みを繰り返していた弥生に戒めとして取り憑いたが、彼女の気持ちを汲んで万引きの手伝いをしていた。
本体はゲゲゲの鬼太郎の目玉おやじに似ている。江戸っ子口調で話し、男気ある性格。
弥生のことを慕っており、弥生が黒郎に告白したときはショックのあまり硬直した。
穂村 絵衛（ほむら かいえ）
妖怪の世界での黒郎の幼馴染み。通称「カイエ」。五行の属性は「木」。
正体は座敷童子。本来は幼い子供の姿。首を一周する大きな傷がある。一度触れた人の願いが分かり、その願いを叶えることができる（叶えてしまう）。身長183cm。体重68kg。若く見えるが実年齢は95歳。若干訛った口調で喋る。霊力は強い。
口下手で、女の人が苦手。女の人の裸を見ると鼻血を噴く。内面は子供なため、遊び好き。
かつて人間の少女、マリ絵の家に住み着き彼女と仲良くなる。通常座敷童子は6歳以上の人間には見えないはずだが、マリ絵にはそれ以降も見え、共に暮らしているうちに外見が成長した。絵衛という名前はマリ「絵」を「衛」るという意味で、マリ絵と2人で決めた。首の傷はマリ絵の後を追って自殺を図った時にできた傷で、黒郎が治した。マリ絵の魂を人質に取ったはぐれ鬼達に脅され、黒郎を狙い百鬼夜行を呼び出すが逆に襲われ首をちぎられてしまう。その後、白澤の元で療養し、現在は再び高校に通っている。その為現在クロの高校は非常に羽振りが良い（絵衛が卒業するまでであるが）。
呪
銀塩人形（カメラドール）
被写体を人形にすることができる。
本来は全身を人形に変えるが、ヴァンパイア戦では病み上がりだったため体の一部しか人形に変えることができなかった。
キューカン嬢
絵衛の相棒の変化妖怪。普段は腕時計に化けている。
山野 サトリ（やまの サトリ）
黒郎の学校の生徒。水色のショートボブヘアの少女。五行の属性は「金」。
正体は覚で、心を読む事が出来るが、覚としては不完全で相手に触れないと心を覚る事が出来ない。今まで泣くことが出来なかったが、楠石と行動を共にするうちに泣けるようになった。驚異的な集中力を持ち、大騒ぎの渦中で表情一つ変えず検霊火を燈した。覚の力の応用で心を受信するだけでなく発信することも可能。
修羅との戦いののち、楠石に弟子入りし、行動を共にしている。
濡れ女（ぬれおんな）
黒郎の代理母にして育ての親。
黒郎を育てるために住処を海から陸に移したため、新たな環境に適応できず死亡。3000年以上生きていたらしい。竜族。
白澤（はくたく）
黒郎の師匠。医療の神。
普段は三つ目と3本の角を持つ青年の姿をしているが、目が9個の牛のような姿にもなる。妖界で最高の結界を張った、侵入不可能の病院を構えている。
技
邪縛法「一期一会はカルテの住人」
白澤五種大祓の一つかつて助けた患者を一度だけ召喚することができる。使うと命を削られる技。
総使集成「轟」
カルテの住人をすべて召喚する。病院が崩壊し、敵もほぼ全滅したが、ヴァンパイアだけは無傷だった。
件（くだん）
予言の力を持つ少女。
楠石を情報屋として雇っている。バイザーのような物を被っている。
技
外縛法「無所秘筆印」
件三種大祓の一つ。筆で相手に文字を書き、動きを封じる。

### 妖怪

#### はぐれ鬼
羅睺（らごう）
ヴァンパイアを復活させた人物。
頭脳明晰。世界を破壊するための力を欲している。修羅との戦いの後、修羅を連れてどこかへ消えた。
計都（けいと）
はぐれ鬼。ゴスロリ服を着た少女。
黒郎たちと戦った後、ヴァンパイアに殺害されたはずだが、最終話では何故か生存しており婆稚とともに鬼の国にいた。その際には頭にリボンをつけていた。
婆稚（ばち）
無邪気な性格の幼い少年。
四長老達に捕らわれていたが、黒郎を倒すために送り込まれた。春日琴子をさらった張本人。計都との仲は良好であり、彼女がヴァンパイアに倒された時には非常に悲しみ、羅睺の身勝手な振る舞いを責めていた。

#### その他
山童（やまわろ）
普段はおとなしい妖怪だが、人間が捨てたごみにより凶暴化。
肝試しに来た学生と琴子を食べかけるが、黒郎にごみを出してもらい、助かる（読み切り陽の巻にて）。
五行の属性は「木」。
天邪鬼（あまのじゃく）
雷とともに落ちてきた怪我妖怪で「鬼」の子。身長44.4cm。体重33kg。年齢は2歳。
「自分の思っている事」と「言うこと」、かけられた呪（しゅ）が反対になってしまう性質がある。五行の属性は「水」。
怪我をした自分の面倒を見てくれた琴子を気に入っている。逆に自分に豆腐を食わせてカビを生えさせた豆腐小僧を嫌っている（豆腐小僧はこの際、「オマエ、スキ」といわれ、感動していたが、マタさんに天邪鬼の性質を教えられショックを受けている）。
二口女（ふたくちおんな）
少女のような外見だが年齢は120歳（精神年齢は外見通りの模様）。
人を愛し、その最終的な愛情表現として、自分の想い人を食べてしまう性質がある。
「ウェディングドレスを着たい、結婚したい」という夢を笑わなかった黒郎のことが好き。しかしその思いを利用され、図らずも黒郎を食べかけた事がある。
妖怪大喰い選手権のチャンピオン。
豆腐小僧（とうふこぞう）
姿を消さず、人間のふりをして豆腐屋に住みついている。
本当は一つ目だが、頬に目を描き、本当の目をリーゼントで隠している。豆腐を食べた人間にカビが生える特性を黒郎の知恵で、ブルーチーズを応用して豆腐を作り上げた。
五行の属性は「金」。
煙々羅（えんえんら）
何の害もない煙の妖怪。まーくんに憑いていた妖怪。身長、体重共に不明。年齢は227歳。
まーくんに出会う前は100年漂っていた。まーくんを喜ばせようとして空の有毒ガスやゴミを大量に吸い込んで、満天の星をプレゼントするも、自分が重症になってしまった。
治療法が確定していないため、まーくんが10年掛けて治療する事になった。最終輪では、治療中ではあるが、結構元気になっている。
五行の属性は「火」。
小西先生（こにしせんせい）
正体は子泣き爺。小西産院で産婦人科の医者をしている。
子泣き爺の妖力で胎児に負担をかけさせて丈夫な子供を産ませることができるが、黒郎に会ったときにはもう肉体が限界だった。手術後一旦死にかけるが、黒郎が助ける。琴子の祖父とは知り合い。
震々（ぶるぶる）
琴子が定期健診を受け持ったときの患者の一人。
いつでも震えているため、誰にもかぜだと気づいてもらえなかった。
百鬼夜行（ひゃっきやこう）
絵衛が黒郎の血を利用して召喚したが、絵衛の妖力が足りなかったために制御しきれず、最終的に黒郎に倒された。
雪女（ゆきおんな）
子供達と遊びたくて、町に降りた妖怪。
無意識のうちに肌を暑さや汚れから保護するため、怪物のような姿になってしまったが、黒郎の処方した解毒剤や自分が火事から守った子供達の優しさのおかげで元の姿に戻った。
月島からは「雪ちゃん」と呼ばれている。
白竜（はくりゅう）
濡れ女の息子である黒郎のことを探していた。
土蜘蛛一族の姫（つちぐもいちぞくのひめ）
土蜘蛛一族の唯一の女性。鉄鼠一族の若者に恋をした。
二人の兄が大好きで、オマエに一緒に逃げてくれと頼まれたときも、大好きな兄とオマエを選びかね、ビー玉を飲み込んで自殺を図る。（このビー玉は幼少期に兄達からプレゼントされたもの）黒郎に手術中に「もう、放っておいて」と懇願する。
土蜘蛛一族の兄弟（つちぐもいちぞくのきょうだい）
土蜘蛛一族の上位で、人間に近い姿をしている。
上の兄は感情がすぐに表に出るタイプのようで、楠師が姫を攫ったときには「八つ裂きの皆殺しなのだから」と激昂している。姫が自殺を図ったと知ったときは「なんと愚かな妹よ」と吐き捨て殺そうとするが、黒郎がなぜそうなったかを説明すると泣きながら姫を抱きしめた。後に黒郎にお礼を述べ妖界で黒郎が賞金首であることを告げその額が妖界で、史上最高額であることを伝える。
下の兄は上の兄に比べれば冷静なタイプで上の兄のストッパー役になっているようである。が、最初の方で「人間の分際で姫にふれた罰、万死でも足りぬわ」と激昂する描写も見られる。土蜘蛛一族はこの二人が取り仕切っており、土蜘蛛たちが従っているのが見られる。どちらも両手を鋭い武器に変化させることができる。上の兄は青い服にベルト、下の兄は赤い服に腰のあたりに布を巻いている。どちらも姫を心底愛し、可愛がっている様子。
オマエ
土蜘蛛一族の姫が恋をした、鉄鼠一族の若者。
鬼子母神（キシモジン）
鬼の世界の女王。とてつもなく大きい。
泣くと体が縮んでしまう。趣味は恐怖政治。愛好を愛していたが、愛情表現が下手でその結果彼女の恨みを買ってしまった。しかし黒郎たちのおかげでお互いに理解を示し親子関係も修復した。パンツの魔力は果てしなく強大。
愛好（アコ）
キシモジンの末娘。身長149cm。体重38kg。年齢は黒郎たちより3つ下の14歳。
500人目の子供で、兄姉のパンツのお下がりしか履かせてもらえなかったので、その悔しさのあまりパンツを捨ててしまった。しかし母から最も可愛がられたのは彼女で、それを知って人間界から大量に買い集めたパンツを縫い合わせ、母の手作りパンツと交換する。
加牟波理入道（かんばりにゅうどう）
便所をわたり歩く妖怪。
鳥を吐くことができる。マコトのことを賞金首である護国寺黒郎と間違えて、食べそうになった。
河田 カッペイ（かわた かっぺい）
黒郎が通う高校のプールで泳ぐ練習をしていた河童の子供。
背中の甲羅が浮き袋になっていて、それがないと泳げなかったが、琴子と一緒に泳ぐ練習をしたおかげで泳げるようになった。
五行の属性は「水」。
生方 メイ（うぶかた メイ）
正体は姑獲鳥（うぶめ）。山の中にある児童施設を営んでいる。彼女の能力に目を付けた直樹に利用され致命傷を負ったが黒郎に救われた。
犬神（いぬがみ）
直樹に取り憑き、黒郎を殺そうとしたが、最終的にはマタさんに倒される。関西弁で話す。
ヴァンパイア
シベリアで捕まえられてから、自衛隊の駐屯地で60年飼われている妖怪。
目と口と額を鋲で貫いている。「人類の歴史を左右してきた者」といわれている。あるはぐれ鬼に仮の心臓を与えられ復活した。身体を数匹の蝙蝠に変化させる事が出来る。
鳳凰（ほうおう）
四長老の一人。
老天狗（ろうてんぐ）
四長老の一人。
犬神（いぬがみ）
四長老の一人。
巨蠎
四長老の一人。
白澤が作ったゲームに名前が出てきたのみで、読みは不明。
ジン
妖界に通じる門の門番を務める烏天狗。
烏天狗の父と人間の母・タエの間に生まれた半妖で、それを忌み嫌われた人間達に殺されそうになるが亡き父の仲間に助けられて、そこで育てられた。金剛棍と日本刀を武器に用いる。妖界に入ろうとした黒郎と対峙するが、強くなるために飲んだ薬の副作用を無理やり摘出手術されてしまう。
当初は人間への不信感や恨みで一杯だったが、黒郎によって背中に付いた手の痕に気づかされ、自分を守ろうとして死んでしまった母の思いを知り号泣し改心。その後黒郎達を妖界へと通した。
乙姫（おとひめ）
濡女の妹。
濡女に愛されていた黒郎が嫌いで彼と仲間たちにひどい仕打ち をしていたが彼のひたむきさに触れ和解。濡女の本当の子供のことを知っている。「オバさん」が禁句であり、黒郎に「叔母さん」と呼ばれても憤慨するほど。重度のシスコン。
獏（ばく）
悪夢が好きな5人組。
名前と帽子と服の模様は月の満ち欠けを表している。訪れた黒郎たちを眠らせて悪夢を見させていたが、月島によって呪を破られた。
網切（あみきり）
人間の執着心からできた意糸（イト）を刈って食料とする妖怪。
人間の姿をとる事ができ、その時はアミと名乗っている。
送り狼（おくりおおかみ）
妖獣。自殺した男の子の霊に憑いて人間を喰らおうとしていた。
疫病神（やくびょうがみ）
人間を不幸にする妖怪。
しかし、人間の男性に恋をしたことから疫病神を辞めたいと思っていた。周りの人たちからは「やっこちゃん」と呼ばれている。
青行灯（あおあんどん）
黒郎の患者。
怪談好きの妖怪なのだが怖がりのため、それを克服するために黒郎の治療を受けていた。
袖引き小僧（そでひきこぞう）
人の闇から生まれるとされている妖怪。
この世への未練から次々と人間を黄泉の世界へと引きずり込む。
文車妖妃（ふぐるまようひ）
恋文を呼んでもらえなかった女性の心の妖怪。如月あやの霊に憑いていた。
小鬼（こおに）
碧郎の患者。
咲野 優葉（さきの ゆば）
正体はサキュバス。
恋をするためだけに生まれた妖怪。自分のコンプレックスを褒めてくれた月島に恋心を抱く。
オサキ
死んだ動物が霊となったもの。浦上に「呪」をかけていた。
枕返し（まくらがえし）
人間の夢を操ることができる妖怪。
自身の妻を想うあまりに、現実を忘れるため、人間の夢を奪っていた。
ぬりかべ
アパートに住んでいた妖怪。江藤秀一を火事から守るなど、心優しき妖怪。
唯一の家族である秀一と一緒にいたかったが、寿命が尽きかけており、人柱が必要だったため、秀一を捨てて出て行った母を襲うが、母を助けようとした秀一も吸収しそうになり、自ら砕けた。その後、黒郎の治療により、秀一と母の記憶を代償に彼らの生命力の一部を分け与えられ、消滅せずに済んだ。
ぬうりひょん
別名・ぬらりひょん。人の心に付け入る妖怪。妖怪総大将。
相手の過去を見ることができる。琴子に惚れている節がある。蒼汰と戦い、重傷を負う。
その後、呪い火と戦い傷ついた黒郎と琴子を仲間の妖怪とともに白澤のもとへ運ぶ。
火車（かしゃ）
人間の死体を奪う妖怪。霊柩車の形をしている。
夜行（やぎょう）
この世とあの世を管理し、徘徊している妖怪。
「間」の番人。首切れ馬に乗っており、自殺者は決して許さない。
邪魅（じゃみ）
邪悪な思念が融合して生まれた妖怪。
心の奥底に渦巻く嫉妬や憎しみのエネルギーに惹かれてやってくる。
手長足長（てながあしなが）
人間になりたがっていたが、実際は元・人間であり兄弟。
手長が弟で、足長が兄。海の事故により、妖怪となってしまった。
片車輪（かたしゃりん）
「母性」の妖怪。楠石から両手と右目、さらに弟の脳髄を奪った張本人。
最後は自身の舌を噛み千切り、奪ったものを返して消滅した。
牛鬼（ぎゅうき）
黒郎が小さい頃に出会った妖怪。
牛の頭に鬼の顔、土蜘蛛の体を持つ、最凶最悪の妖怪で、怨念により妖怪へとかした元・人間であり、その呪いを黒郎に移し、牛鬼にした張本人。その後、死亡した。
見越し入道（みこしにゅうどう）
黒郎を集団で襲った妖怪の一匹。愛称は「コッシー」。
メンタルが非常に弱く、見下げられるのに弱い。
小豆洗い（あずきあらい）
黒郎を集団で襲った妖怪の一匹。少女の容貌をしている。
桐生一族の呪い火の騒動の後は妖怪病院にも出入りしている。豆助と豆のことで喧嘩するが、実は彼に恋をしており、勇気を出して告白した。愛称は「小豆ちゃん」。
うわん
黒郎を集団で襲った妖怪の一匹。
作中では「うわん」と叫んだだけ。
ベトベトサン
黒郎を集団で襲った妖怪の一匹。
作中では照れただけ。
山精（さんせい）
黒郎を集団で襲った妖怪の一匹。
作中では塩を舐めただけ。
サガリ
黒郎を集団で襲った妖怪の一匹。
橋げたから、浦上をつるしていた。
天井さがり
黒郎を集団で襲った妖怪の一匹。
橋げたから、月島をつるしていた。
泥田坊（どろたぼう）
講談堂のどら焼きに泥を仕込んだ張本人。
正体は仙道の父親・森太郎が妖怪化したものであり、自身の宝を探していた。
清姫（きよひめ）
失恋した女性の怨念がヒト化した妖怪。
琴子に成り済ましていた。
ケラケラ女
琴子に取り憑いていた妖怪の一匹。
取りつかれた琴子は、すさまじい笑顔になった。
笑い女
琴子に取り憑いていた妖怪の一匹。
取りつかれた琴子は笑いが止まらなくなった。
妖怪寝太り
琴子に取り憑いていた妖怪の一匹。
取りつかれた琴子は肥満し、小さくなった。
空太郎
小天狗。
父を助けるため、黒郎を探していた。

### 人間
アユミ
琴子の親友。
琴子にしょっちゅうノートを見せてもらっている。名字は不明。黒郎のことを快く思っていない。
聖樹（まーくん/まさき）
琴子の従弟。
もともと身体の弱い子で、何度も肺の病気で入院している。琴子同様妖怪を見ることができる。
直樹（なおき）
陰陽師なのだが関東講談会のヤクザなどを仕切っている。
丁寧語を話し、紳士的にふるまっているが中身は冷酷で計算高い。妖怪の医者を「頭がおかしい」と評し見下している。
メイを使役して宝石などを盗んでいたが、彼の残酷な仕打ちに激怒した黒郎によって九字の印でビルごとやられてしまった。
桐生 朱月（きりゅう しゅづき）
自衛隊将校。眼鏡をかけた女性で左手は符入りの義手となっている。
彼女の家系は陰陽師で、祖父の代からヴァンパイアを自衛隊の駐屯地で、彼の心臓を別の所で保管していた。代々の総理にそれを公開して、援助のお金を受けていたが、総理のカラクリ人形を操ったあるはぐれ鬼に襲われ瀕死の重傷を負った。その後なんとか生き延び、一族のために呪詛を唱え続けていたが、蒼汰が現れたことにより一族は崩壊してしまい、碧郎の助手である翠によって碧郎の病院に運ばれる。
ユリ
アミの友人。
身寄りがなく、現在は病気で入院している。アミの正体を知っているが（ただしエビのお化けだと思っている程度）、それでも友達として接する。
タカミチ
疫病神に不幸にされてしまった男性。ピアニスト志望。
疫病神のことを「やっこちゃん」と呼んでいる。
桐生 碧郎（きりゅう みどろ）
黒郎と同じ妖怪の医者。しかし、その治療方法は黒郎とは大分異なっている。桐生一族の生き残り。
幼い頃病弱で友達がいなかったため妖怪と仲が良かったが、父親に八つ裂きにされてしまい自分の中に闇の力を感じた。その後、八つ裂きにされた妖怪と自殺者のナースの遺体を合わせて「翠」というナースをつくり、自分の助手としている。朱月を「新しい仲間」と認めている。
翠（みどり）
妖怪と自殺したナースの遺体を元に碧郎に作られたナースで彼の助手。
舞（まい）
琴子の同級生。
江藤 秀一（えとう しゅういち）
ぬりかべと一緒に住んでいる眼鏡をかけた少年。
小さい頃の火事によってついた、火傷の痕が背中に残っている。
ヒロト
月島の従兄弟。月島と同じく、軽薄。漁師を営んでいる。
桐生 蒼汰（きりゅう そうた）
楠石の弟。体が弱い。片車輪に襲われ、長い間眠っていた。隠れ陰陽師であり、その能力は黒郎の隠された力を一瞬で見破るほど。桐生家の三男。
目覚めた後は蟲術により最強の妖怪を作るため、黒郎たちを襲っている。「一番に愛されたい」という願望から、一番強くなろうとしていた。人間霊を自身に取りつかせ、呪いそのものとなっている。「くさり鎌の名手・桐生磁空」「剣豪・桐生秋峰」「豪腕・桐生奉山」などの霊を操る。黒郎と戦い圧倒するが、牛鬼と化した黒郎に人間霊を吸収される。鬼龍秘方術「天地神明」の壱「天狗」で黒郎を吹き飛ばす。
その後は、楠石とともにどこかで生きている。
仙道 つかさ（せんどう つかさ）
黒郎たちの後輩であり、講談堂の御曹司。霊感が強い。
春日 吟（かすが ぎん）
琴子の祖父で、修羅の心臓を取り出し、封印した霊能者・カスガハヤタケノミコの生まれ変わり。陰陽師にして、隼武神社の神主。その正体は麒麟で、修羅とは対をなす存在。第二次世界大戦で復活した修羅を封印した。
濡れ女の卵を拾い、呪を封印する。人間と妖怪が手を取り合って生きる姿を見たかったため、琴子の呪を解き、濡れ女を目覚めさせる。2つの種族が支えあう希望により力を取り戻し、本来の姿となって跳んで行った。

### 幽霊
穂村 マリ絵（ほむら マリえ）
絵衛と小さな頃から共に暮らしていた少女。
90年前に死んでそのまま成仏するはずだったが、黒郎の命を狙うはぐれ鬼達によって、マンションの一室に結界で閉じ込められてしまう。
サトシ
交通事故で亡くなった、月島秀人の小学校時代の友人。
彼といつもサッカーの練習をしていた。以津真天になりかけた。
マコト
黒郎や琴子が通っている学校の「元」学生。
昔イジメに遭い、トイレの中で自殺。トイレの花子さんとして居続けたが、本人はそのことに気づいておらず黒郎や加牟波理入道（かんばりにゅうどう）などに話を聞いてもらい成仏。
Y線3番ホームの怪
少年の霊。
昔イジメに遭い、駅のホームで自殺。送り狼に憑かれていた。
如月 あや（きさらぎ あや）
黒郎や琴子が通っている学校の「元」1年生。
30年前に事故に遭い死亡。現在では学校の七不思議となっている。文車妖妃に憑かれていた。
小夜子（さよこ）
枕返しと共にいた女性。
病気を患っていたために死亡。人間の姿になっていた枕返しと結婚していた。
3人の子供の幽霊
琴子に襲いかかった幽霊。
蒼汰によって「起屍鬼」にされていた。

## 用語
五行
霊体には木・火・土・金・水の種類があり、自らの五行を極めることで、その属性の物を操ることが出来る。
検霊火（けみりょうか）
作中で線香花火の基になったとされる、護摩木の儀式を応用した霊具。
手に持って精神を集中させることで炎を燈すことができ、炎の形と色によって持っている霊力の量及び「五行」の適性を知ることができる。炎の色とその対応は木が青、火が紅、土が黄、金が白、水が黒。
荒ノ王（スサノオ）
世の中にある全ての清濁を併せ呑み、五行の全てを受け入れた者のことを指す。黒郎がその力を持つとされている。
式神
対象を倒せなかった場合、術者に襲い掛かる。
呪（シュ）
力の強い妖怪が眼を媒介にして、相手にかける各種の呪いのこと。他人の力を高めるものもある。
髑髏（ドクロン）
妖界の貨幣単位。
はぐれ鬼
人間が生前に悪行を重ねて転生した「汚れた魂の化身」。
互呪縛（ごしゅばく）
お互いの行動を制限するためにかけ合う「呪」。人と妖の間での「指切」によって発せられる。
起屍鬼（きしき）
人間の死霊を使った術。

## 既刊一覧
『妖怪のお医者さん』(少年マガジンコミックス)
1. 2007年6月15日発売 ISBN 978-4-06-363849-3
2. 2007年8月17日発売 ISBN 978-4-06-363873-8
3. 2007年10月17日発売 ISBN 978-4-06-363905-6
4. 2007年12月17日発売 ISBN 978-4-06-363932-2
5. 2008年2月15日発売 ISBN 978-4-06-363954-4
6. 2008年4月17日発売 ISBN 978-4-06-363977-3
7. 2008年6月17日発売 ISBN 978-4-06-384007-0
8. 2008年9月17日発売 ISBN 978-4-06-384045-2
9. 2008年12月17日発売 ISBN 978-4-06-384078-0
10. 2009年3月17日発売 ISBN 978-4-06-384114-5
11. 2009年8月17日発売 ISBN 978-4-06-384174-9
12. 2009年12月17日発売 ISBN 978-4-06-384223-4
13. 2010年5月17日発売 ISBN 978-4-06-384299-9
14. 2010年11月17日発売 ISBN 978-4-06-384398-9
15. 2011年3月17日発売 ISBN 978-4-06-384460-3